# Andriej Kozłow
Andriej Andrejewicz Kozłow (po rosyjsku: Андрей Андреевич Козлов) (ur. 6 stycznia 1965 – zm. 14 września 2006) - Wiceprezes Centralnego Banku Federacji Rosyjskiej.

## Życiorys
Kozlow urodził się w Moskwie. W latach 1983–85 odbył służbę wojskowa w Armii Sowieckiej. Studiował ekonomię w Moskiewskim Instytucie Finansów; studia ukończył w 1989 roku.
Karierę zawodową rozpoczął w wydziale walutowym Państwowego Banku ZSRR, następnie pracował w Centralnym Banku Rosji; w 1992 roku stanął na czele nowo powstałego wydziału papierów wartościowych, w 1996 roku został członkiem Rady Dyrektorów Centralnym Banku Rosji, a w 1997 roku został mianowany wiceprezesem CBR. Współtworzył system Krótkoterminowych Obligacji Państwowych, który upadł w sierpniu 1998 roku i spowodował kryzys finansowy w Rosji. Pod koniec 1998 roku odszedł z Centralnym Banku Rosji do bankowości prywatnej. Kozłow wrócił do Centralnym Banku Rosji latem 2002 roku wraz z objęciem stanowiska prezesa CBR przez Siergieja Ignatjewa. Ze względu na powierzone zadania był, obok prezesa, najważniejszą osobą w banku. Jego podpis, jako szefa komisji nadzoru bankowego, decydował o odebraniu lub nadaniu licencji bankowej. W ostatnich dwóch latach licencji pozbawionych zostało ok. 80 banków, które wykorzystywane były zdaniem CBR do legalizacji kryminalnych pieniędzy. Wiele z nich stworzonych było specjalnie w tym celu przez grupy przestępcze. Działalność Kozłowa naruszała jednak interesy wielu struktur mafijno-biznesowych.

## Zamach
13 września 2006 roku w Moskwie Kozlow został śmiertelnie postrzelony. Dwaj zamachowcy czekali na Kozłowa przed klubem sportowym Spartak, gdzie wiceprezes wraz z innymi pracownikami banku, jak co tydzień, grał w piłkę nożną. Po meczu Kozłow jako pierwszy opuścił szatnię. Gdy wsiadał do samochodu, został postrzelony w szyję i głowę. Na miejscu zastrzelony został również kierowca Kozłowa. Nie było świadków zdarzenia, poszkodowanych znalazła ochrona klubu. Śmiertelnie rannego Kozłowa pogotowie przewiozło do szpitala miejskiego nr 33, gdzie po kilku godzinach zmarł.